# Conferentie van de Verenigde Naties over het Menselijk Leefmilieu
De Conferentie van de Verenigde Naties over het Menselijk Leefmilieu (Engels: United Nations Conference on the Human Environment, UNCHE), die van 5 tot 16 juni 1972 in Stockholm werd gehouden, was de eerste conferentie van de Verenigde Naties over het milieu, en wordt beschouwd als het begin van het internationale milieu- en klimaatbeleid.
Er namen delegaties van 110 landen deel. De Oost-Europese landen, uitgezonderd Joegoslavië en Roemenië, hadden zich voor de start van de conferentie al teruggetrokken naar aanleiding van een geschil over het niet-toekennen van stemrecht aan de Duitse Democratische Republiek. Verder namen ook verschillende gespecialiseerde organisaties deel.
Meer dan 1200 vertegenwoordigers uit 113 landen stelden een uitgebreide slotverklaring op met 26 beginselen voor milieu en ontwikkeling. Daarnaast werd een actieplan met 109 aanbevelingen aangenomen, waarin maatregelen voor internationaal milieubeheer explicieter werden gemaakt.
Door de besluiten hebben de staten zich verbonden tot grensoverschrijdende samenwerking inzake milieu- en natuurbehoud. Vervolgens werd in datzelfde jaar het VN-Milieuprogramma (UNEP) opgericht, onder leiding van conferentievoorzitter Maurice Strong. Het VN-Milieuprogramma lag aan de basis van een reeks milieu- en klimaatverdragen. 
De meer bekende opvolger van de bijeenkomst was de VN-conferentie inzake Milieu en Ontwikkeling ook gekend als de Top van Rio, Rio-Conferentie of de Top van de Aarde (Earth Summit) 3-14 juni 1992. Deze zou de klimaatproblematiek definitief op de politieke agenda zetten. 